# 岡博章
岡　博章は日本の経営者。

## 来歴
兵庫県立鈴蘭台高等学校卒業。京都産業大学卒業。日立製作所勤務の傍ら、サンロッカーズ渋谷の前身である日立大阪バスケットボールで選手として活躍。現在サンロッカーズ渋谷社長。